# WWE Tribute to the Troops
WWE Tribute to the Troops ist eine von World Wrestling Entertainment und Armed Forces Entertainment jährlich in der Weihnachtszeit abgehaltene Wrestling-Show für Mitglieder der Streitkräfte der Vereinigten Staaten. Die ersten Ausgaben wurden in Irak und Afghanistan aufgezeichnet, die späteren Ausgaben in den Vereinigten Staaten. Die Wrestler und Mitarbeiter der WWE besuchen die Truppen vor Ort und verbringen etwa drei Tage auf dem jeweiligen Stützpunkt. Im Mittelpunkt steht eine Wrestling-Show, die für die Truppen veranstaltet wird. Ein Mitschnitt der Show wird im US-amerikanischen Fernsehen ausgestrahlt, sowohl anfangs in den beiden Hauptshows WWE Raw und WWE Smackdown als auch als eigenständiges Programm.

## Hintergrund
Die Idee zu einer speziellen Wrestling-Show für die US-amerikanischen Streitkräfte stammt von John „Bradshaw“ Layfield, der Vince McMahon diesen Vorschlag näher brachte. Im Dezember 2003 wurde die erste Ausgabe produziert. Die erste Show fand im Camp Victory in Bagdad, Irak. Der main Event war ein Kampf zwischen John Cena und Big Show, der von Stone Cold Steve Austin unterbrochen wurde. Bei allen Ausgaben bis 2011 wurde die Moderation nachträglich in Stamford, Connecticut eingefügt, da die Moderatoren nicht mitreisen. Nach dem Erfolg der Veranstaltung wurde die Show jährlich fortgesetzt.
Der erste sowie das folgende WWE Tribute to the Troops wurde als Spezialausgabe von WWE Smackdown produziert. Danach folgten zwei Ausgaben von WWE Raw. Anschließend wurde es als eigenständige Show über NBC und später über das USA Network veröffentlicht.

## Die einzelnen Folgen

### 2003

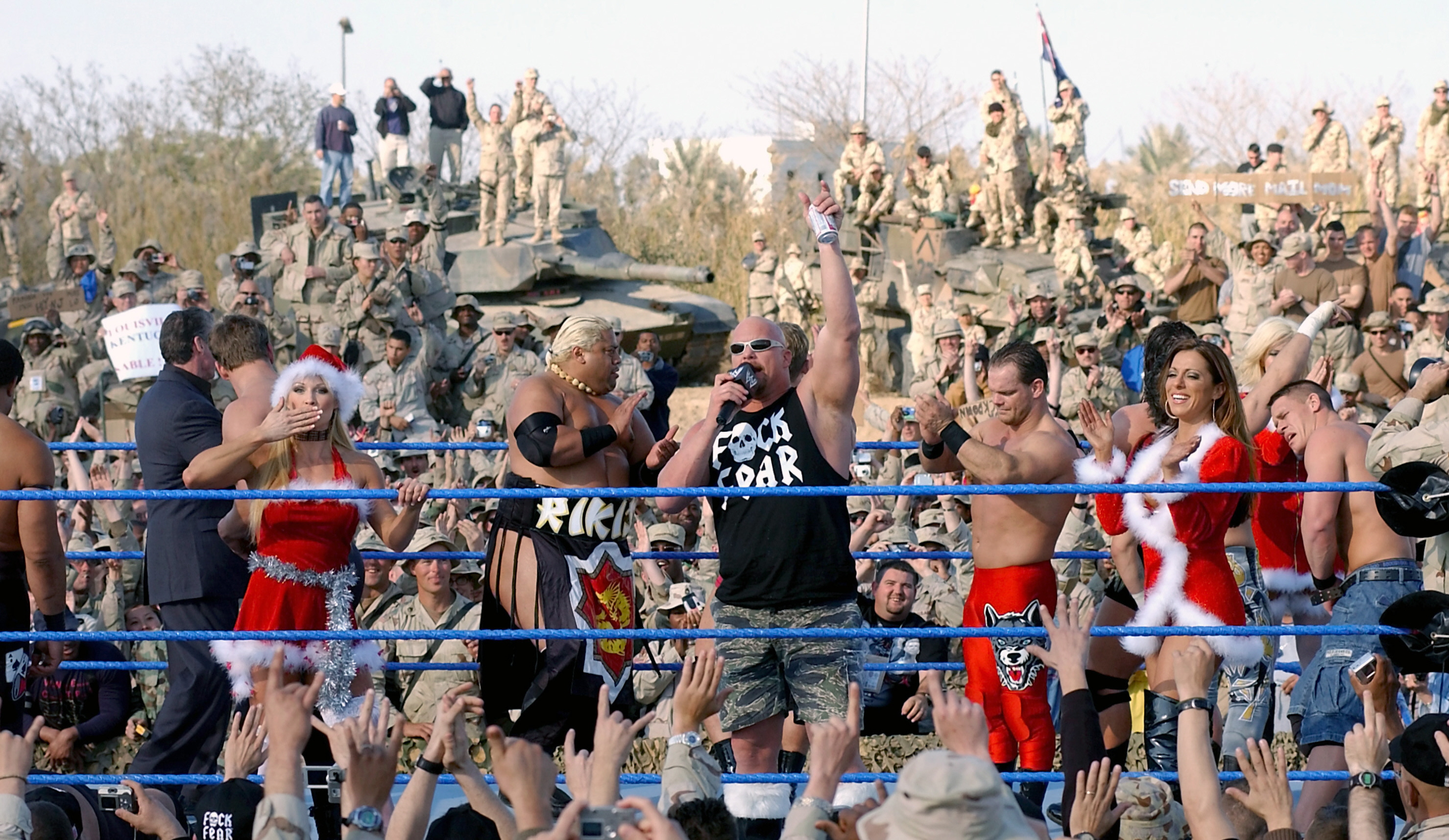
WWE Superstars 2003 beim Tribute to the Troops in Bagdad

Die erste Ausgabe wurde am 25. Dezember 2003 in Bagdad, Irak aufgenommen und als Spezialausgabe am 25. Dezember von WWE Smackdown auf dem United Paramount Network (UPN) ausgestrahlt.
| Matchart                       |                               |      |                                                                 |
| ------------------------------ | ----------------------------- | ---- | --------------------------------------------------------------- |
| Tag-Team-Match                 | The APA (Farooq und Bradshaw) | bes. | The World’s Greatest Tag Team Shelton Benjamin und Charlie Haas |
| Singles-Match                  | Rikishi                       | bes. | Rhyno                                                           |
| Singles-Match                  | Eddie Guerrero                | bes. | Chris Benoit                                                    |
| Santa’s Little Helpers Contest | Torrie Wilson                 | bes. | Dawn Marie und Sable                                            |
| Singles-Match                  | John Cena                     | bes. | Big Show                                                        |

### 2004

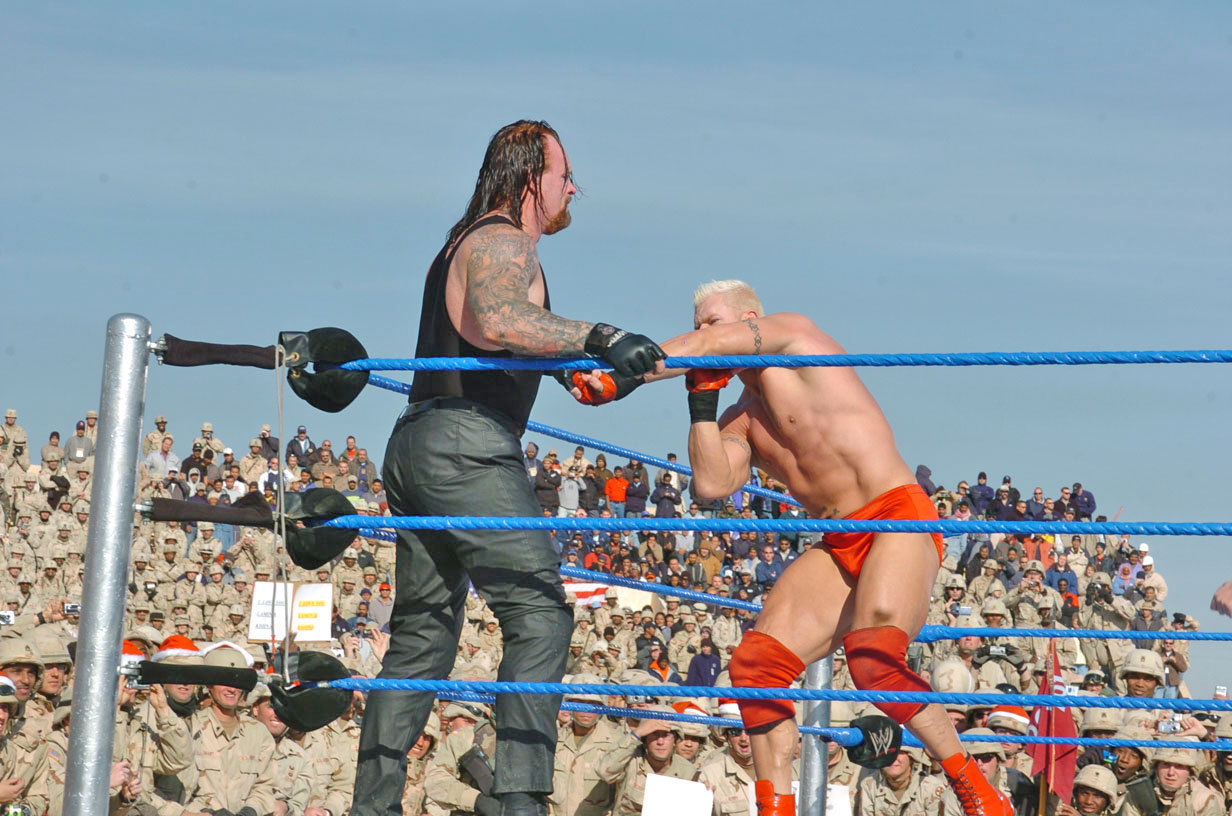
Undertaker gegen Heidenreich 2004

Die zweite Ausgabe wurde am 23. Dezember 2004 in Tikrit, Irak aufgenommen und als Spezialausgabe von WWE Raw auf dem USA Network ausgestrahlt. Das Programm wurde von den United Service Organizations (USO) mit dem Legacy of Hope-Ward ausgezeichnet.
| Matchart       |                                 |      |                              |
| -------------- | ------------------------------- | ---- | ---------------------------- |
| Singles-Match  | Booker T                        | bes. | René Duprée                  |
| Singles-Match  | The Undertaker                  | bes. | Heidenreich (Count-Out)      |
| Singles-Match  | Hardcore Holly                  | bes. | Kenzō Suzuki                 |
| Tag-Team-Match | Eddie Guerrero und Rey Mysterio | bes. | Kurt Angle und Luther Reigns |

### 2005

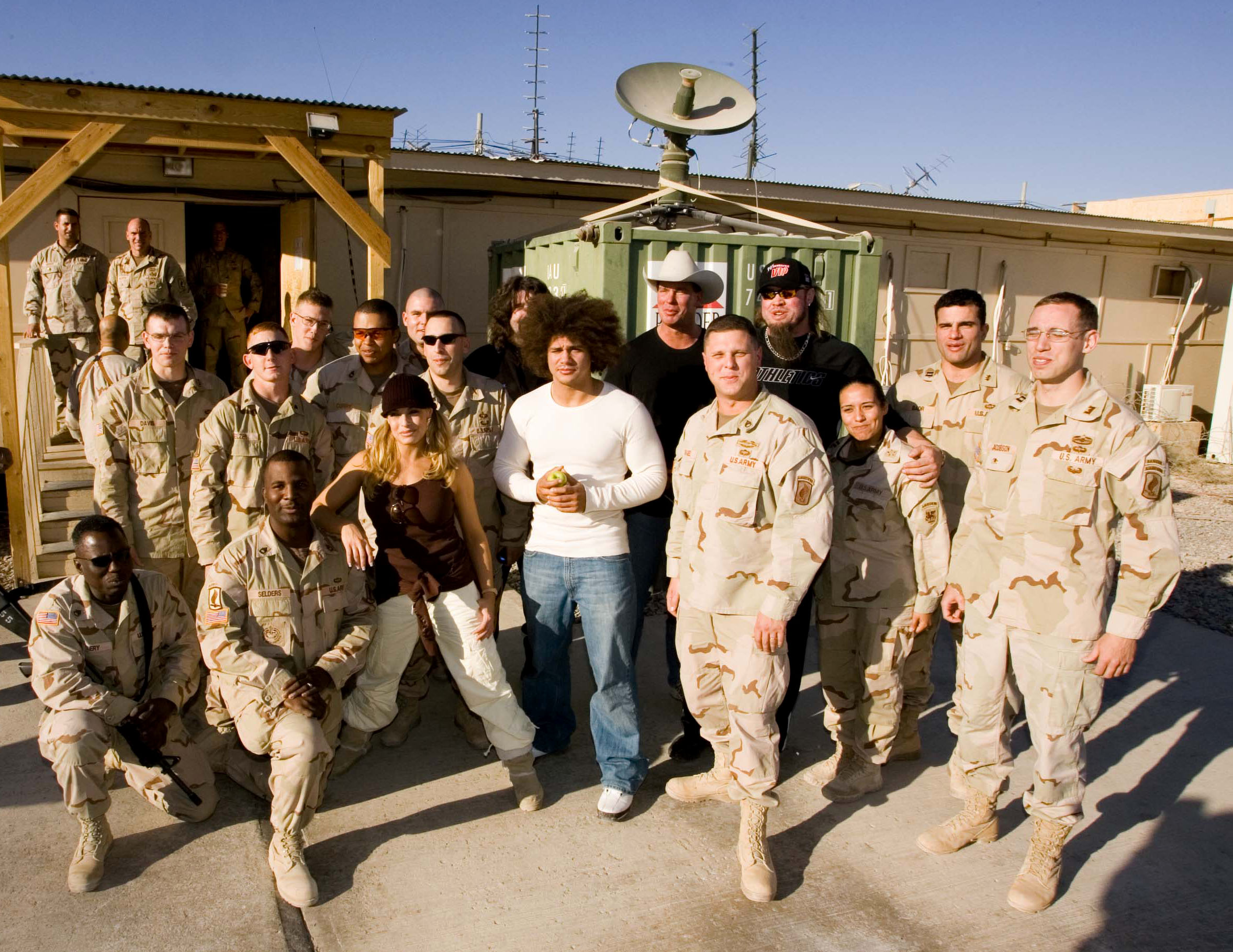
WWE Wrestler in Afghanistan

Die dritte Ausgabe wurde am 23. Dezember 2005 auf dem Bagram Airfield in Afghanistan aufgenommen und als Spezialausgabe von WWE Raw auf dem United Paramount Network (UPN) ausgestrahlt. 2005 ehrte der Army and Air Force Exchange Service die WWE mit einem speziellen Three-Commander Coin Award.
| Matchart                                               |                                     |      |                                  |
| ------------------------------------------------------ | ----------------------------------- | ---- | -------------------------------- |
| Singles-Match                                          | Big Show                            | bes. | Carlito                          |
| No Holds Barred                                        | Good Santa                          | bes. | Bad Santa                        |
| Singles-Match                                          | Gene Snitsky                        | bes. | Shelton Benjamin                 |
| Singles-Match                                          | John Cena                           | bes. | Chris Masters                    |
| Singles-Match um den WWE Intercontinental Championship | Ric Flair (C)                       | bes. | Jonathan Coachman                |
| Tag-Team-Match                                         | Candice Michelle und Maria Kanellis | bes. | Trish Stratus und Ashley Massaro |
| Boot-Camp-Match                                        | Shawn Michaels                      | bes. | Triple H                         |

### 2006
Die vierte Ausgabe wurde am 25. Dezember 2006 in Bagdad, Irak aufgenommen und als Spezialausgabe von WWE Raw auf dem United Paramount Network (UPN) ausgestrahlt. Während der Aufzeichnung erhielt Vince McMahon den Secretary of Defense Exceptional Public Service Award von Art Myers, dem Vorsitzendern der Air Force Morale, Welfare and Recreation verliehen. McMahon übergab diesen an Layfield, der die Idee hatte.
| Matchart      |                |      |                  |
| ------------- | -------------- | ---- | ---------------- |
| Singles-Match | John Cena      | bes. | Edge             |
| Singles Match | CM Punk        | bes. | Shelton Benjamin |
| Singles-Match | The Undertaker | bes. | Johnny Nitro     |
| Singles-Match | Bobby Lashley  | bes. | Hardcore Holly   |
| Singles-Match | Umaga          | bes. | Jeff Hardy       |
| Singles-Match | Carlito        | bes. | Randy Orton      |

### 2007

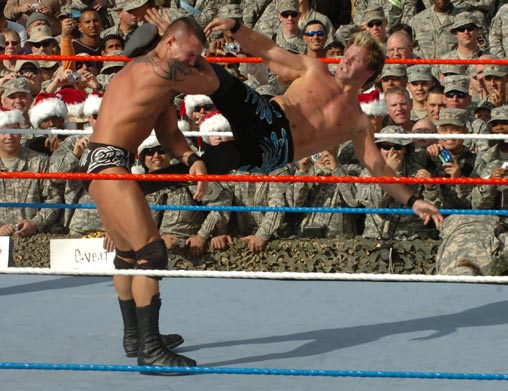
Chris Jericho gegen Randy Orton bei der 2007er Ausgabe von Tribute to the Troops

Die fünfte Ausgabe wurde am 25. Dezember 2007 in Tikrit aufgenommen. Die Spezialausgabe von WWE Raw wurde am 24. Dezember 2007 über das USA Network ausgestrahlt. 2007 erhielt die WWE den Corporate Patriot Award des GI Film Festivals in Washington.
| Matchart       |                                              |            |                                |
| -------------- | -------------------------------------------- | ---------- | ------------------------------ |
| Singles-Match  | Chris Jericho                                | bes.       | Randy Orton (Disqualifikation) |
| Singles Match  | Jeff Hardy                                   | bes.       | Carlito                        |
| Tag-Team-Match | Mickie James und Maria                       | No Contest | Kelly Kelly und Layla          |
| Singles-Match  | Rey Mysterio                                 | bes.       | Mark Henry                     |
| Tag-Team-Match | D-Generation X (Triple H und Shawn Michaels) | bes.       | Mr. Kennedy und Umaga          |

### 2008

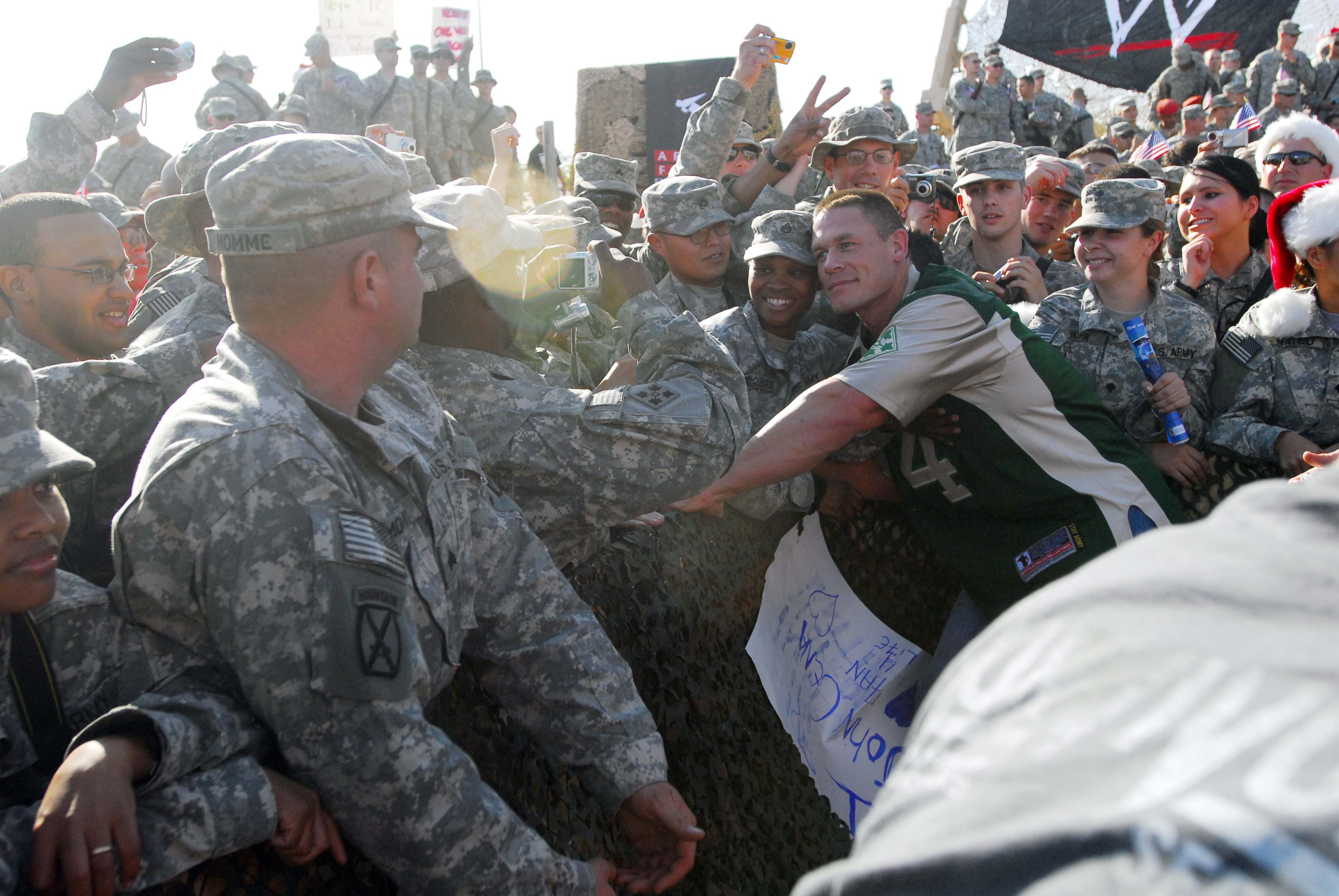
John Cena im Irak

Die sechste Ausgabe wurde am 5. Dezember 2008 im Camp Liberty von Bagdad aufgezeichnet. Sie wurde als erstes eigenständiges TV-Special am 20. Dezember auf NBC ausgestrahlt. 2008 bedankte sich George W. Bush für den Einsatz der WWE für US-amerikanische Soldaten.
| Matchart               |                                     |      |                                          |
| ---------------------- | ----------------------------------- | ---- | ---------------------------------------- |
| Six-Man-Tag-Team-Match | CM Punk, Jeff Hardy und R-Truth     | bes. | John Layfield, John Morrison und The Miz |
| Six-Man-Tag-Team-Match | John Cena, Batista und Rey Mysterio | bes. | Randy Orton, Chris Jericho und Big Show  |

### 2009

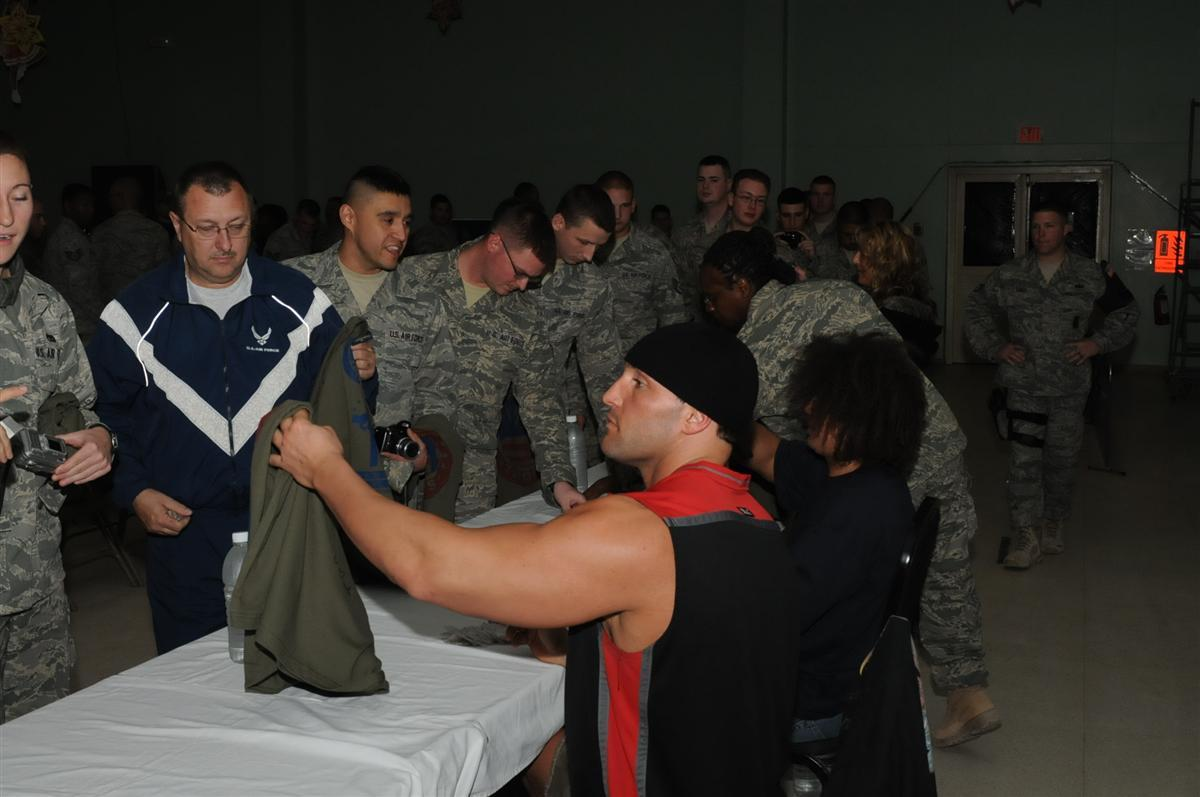
Chris Masters und Carlito bei einer Autogrammstunde

Die siebte Ausgabe wurde am 19. Dezember 2009 auf der Joint Base Balad im Irak aufgezeichnet. Als Ringsprecherin war WWE-Diva Eve Torres mitgereist. Es handelte sich um das letzte Special auf ausländischem Boden.
| Matchart                              |                             |      |                     |
| ------------------------------------- | --------------------------- | ---- | ------------------- |
| Tag-Team-Match                        | Rey Mysterio und Mark Henry | bes. | CM Punk und Carlito |
| Singles Match                         | The Miz                     | bes. | John Morrison       |
| Singles Match um den WWE Championship | John Cena (C)               | bes. | Chris Jericho       |

### 2010

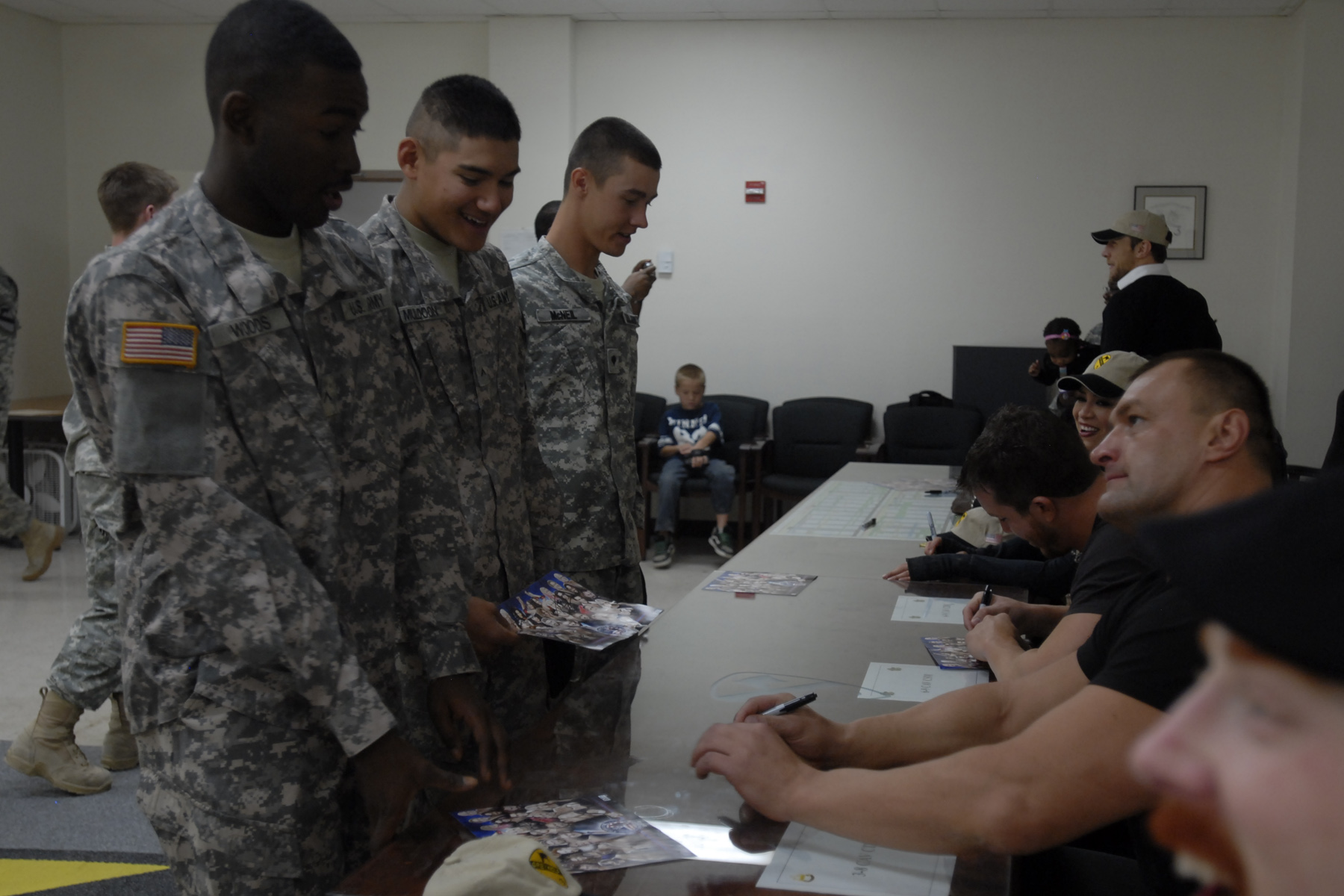
WWE Superstars in Fort Hood

Erstmals wurde das TV-Special nicht im Irak oder in Afghanistan aufgezeichnet. Stattdessen wurde es am 11. Dezember 2010 in Fort Hood, Texas aufgezeichnet. Als Gaststars traten Diddy, Sherri Shepherd, Rima Fakih (Miss USA), Trace Adkins und Cedric the Entertainer auf. Außerdem sang die Schauspielerin Ariel Winter die Nationalhymne The Star-Spangled Banner. Das Special wurde am 18. Dezember in einer 60-minütigen Version auf NBC gesendet, während das USA Network die kompletten zwei Stunden (allerdings ohne Nationalhymne) zeigte. George W. Bush eröffnete den Event mit einer aufgezeichneten Nachricht und bedankte sich zum zweiten Mal bei der WWE.
| Matchart                                        |                                                                       |             |                                                            |
| ----------------------------------------------- | --------------------------------------------------------------------- | ----------- | ---------------------------------------------------------- |
| 15-Mann-Battle Royal                            | Mark Henry                                                            | eliminierte | Sheamus als letzten Mann                                   |
| Tag-Team-Match                                  | Big Show und Kofi Kingston                                            | bes.        | Dolph Ziggler und Jack Swagger                             |
| Singles Match                                   | R-Truth                                                               | bes.        | Ted DiBiase junior                                         |
| Eight-Diva Santa‘s Little Helper Tag-Team-Match | Kelly Kelly, Natalya und The Bella Twins (Brie Bella und Nikki Bella) | bes.        | Melina, Alicia Fox und LayCool (Layla und Michelle McCool) |
| Six-Man-Tag-Team-Match                          | John Cena, Rey Mysterio und Randy Orton                               | bes.        | Alberto Del Rio, Wade Barrett und The Miz                  |

### 2011

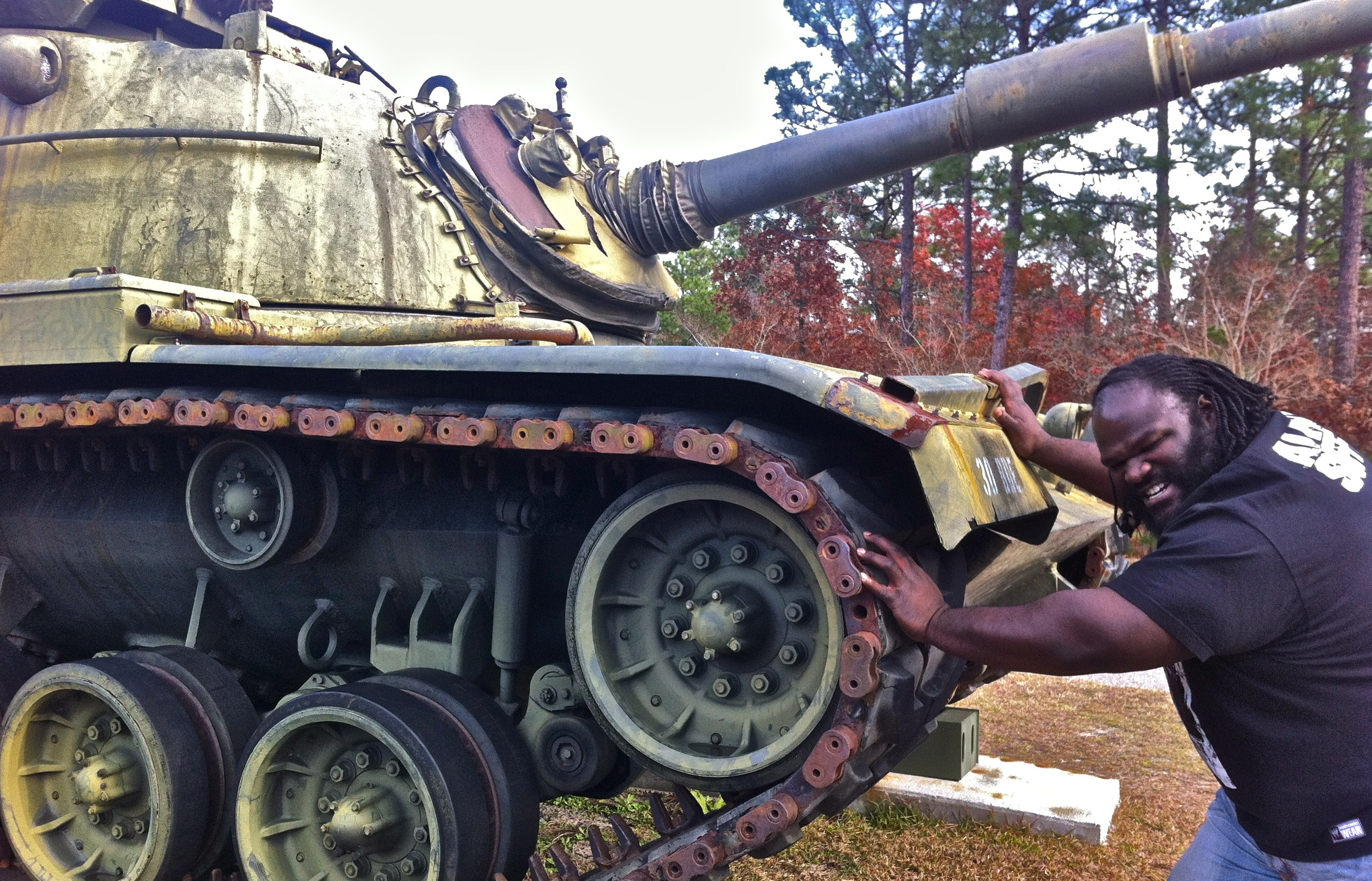
Mark Henry beim Versuch einen Panzer anzuschieben

Das 2011er Special wurde am 11. Dezember 2011 im Crown Coliseum von Fayetteville (North Carolina) vor Mitgliedern der US-amerikanischen Truppen aus dem nahegelegenen Fort Bragg aufgezeichnet. Wie bei der Vorgängershow fanden zwei Ausstrahlungen statt: die komplette Show am 13. Dezember 2017 im USA Network und ein einstündiger Zusammenschnitt am 17. Dezember auf NBC. Bei beiden fehlt die Nationalhymne, die von Lilian Garcia gesungen wurde. Als weitere musikalische Gäste waren Nickelback mit Burn It to the Ground (zensierte Version) und When We Stand Together sowie Mary J. Blige mit Need Someone und Family Affair vertreten. Als Gaststars traten der ehemalige Wrestler Sgt. Slaughter und Schauspielerin Maria Menounos, die sogar in den Ring stieg, auf. Außerdem wurde ein Redebeitrag vom US-amerikanischen Präsidenten Barack Obama eingespielt.
| Matchart                  |                                                        |                 |                                                                                               |
| ------------------------- | ------------------------------------------------------ | --------------- | --------------------------------------------------------------------------------------------- |
| Singles-Match             | Randy Orton                                            | Double Countout | Wade Barrett                                                                                  |
| Singles-Match             | Zack Ryder                                             | bes.            | Jack Swagger                                                                                  |
| Eight-Diva-Tag-Team-Match | Kelly Kelly, Eve Torres, Alicia Fox und Maria Menounos | bes.            | The Divas of Doom (Natalya und Beth Phoenix) und The Bella Twins (Brie Bella und Nikki Bella) |
| Singles-Match             | Daniel Bryan                                           | bes.            | Cody Rhodes                                                                                   |
| Tag-Team-Match            | Primo und Epico                                        | bes.            | Air Boom (Evan Bourne und Kofi Kingston)                                                      |
| Singles-Match             | Sheamus                                                | bes.            | Drew McIntyre                                                                                 |
| Six-Man-Tag-Team-Match    | John Cena, Big Show und CM Punk                        | bes.            | Mark Henry, Alberto Del Rio und The Miz                                                       |

### 2012
2012 wurde WWE tribute to the Troops am 9. Dezember im The Scope in Norfolk, Virginia vor Mitgliedern der Naval Station Norfolk mitgeschnitten. Wieder begann die Aufnahme mit einer Rede von Barack Obama. Als musikalische Gäste waren Flo Rida und Kid Rock geladen. USA Network zeigte die Veranstaltung am 19. Dezember 2012, NBC die gekürzte Version am 22. Dezember.
| Matchart               |                                               |      |                                                    |
| ---------------------- | --------------------------------------------- | ---- | -------------------------------------------------- |
| Tag-Team-Match         | Randy Orton und Sheamus                       | bes. | Big Show und Dolph Ziggler                         |
| Singles-Match          | Ryback                                        | bes. | Alberto Del Rio                                    |
| Singles-Match          | The Miz                                       | bes. | Damien Sandow                                      |
| Six-Man-Tag-Team-Match | Team Hell (Kane und Daniel Bryan und R-Truth) | bes. | 3MB (Heath Slater, Drew McIntyre und Jinder Mahal) |
| Singles-Match          | John Cena                                     | bes. | Antonio Cesaro                                     |

### 2013
2013 wurde das Special am 11. Dezember an der Joint Base Lewis-McChord in Washington mitgeschnitten. NBC sendete das komplette Special am 28. Dezember 2013. Als musikalische Gäste waren Kevin Rudolf mit Here’s to us, Florida Georgia Line mit People Back Home und Daughtry mit Waiting for Superman vertreten. Daughtrey trat außerdem mit Jeff Dunham und Michelle Beadle als Moderatoren auf.
| Matchart               |                                                        |             |                                                            |
| ---------------------- | ------------------------------------------------------ | ----------- | ---------------------------------------------------------- |
| Singles-Match          | Daniel Bryan                                           | bes.        | Bray Wyatt (Disqualifikation)                              |
| Tag-Team-Match         | CM Punk und Daniel Bryan                               | bes.        | Luke Harper und Erick Rowan (Disqualifikation)             |
| Six-Man-Tag-Team-Match | John Cena, CM Punk und Daniel Bryan                    | bes.        | The Wyatt Family (Bray Wyatt, Luke Harper und Erick Rowan) |
| Tag-Team-Match         | The Prime Time Players (Darren Young und Titus O’Neil) | bes.        | 3MB (Drew McIntyre und Jinder Mahal)                       |
| Six-Man-Tag-Team-Match | The Usos (Jimmy und Jey Uso) und Rey Mysterio          | bes.        | The Shield (Dean Ambrose, Roman Reigns und Seth Rollins)   |
| Divas Battle Royale    | Brie Bella                                             | eliminierte | AJ Lee als letzte                                          |
| Singles-Match          | R-Truth                                                | bes.        | Fandango                                                   |
| Singles-Match          | Kofi Kingston                                          | bes.        | Dolph Ziggler                                              |
| Singles-Match          | Big Show                                               | bes.        | Damien Sandow                                              |

### 2014

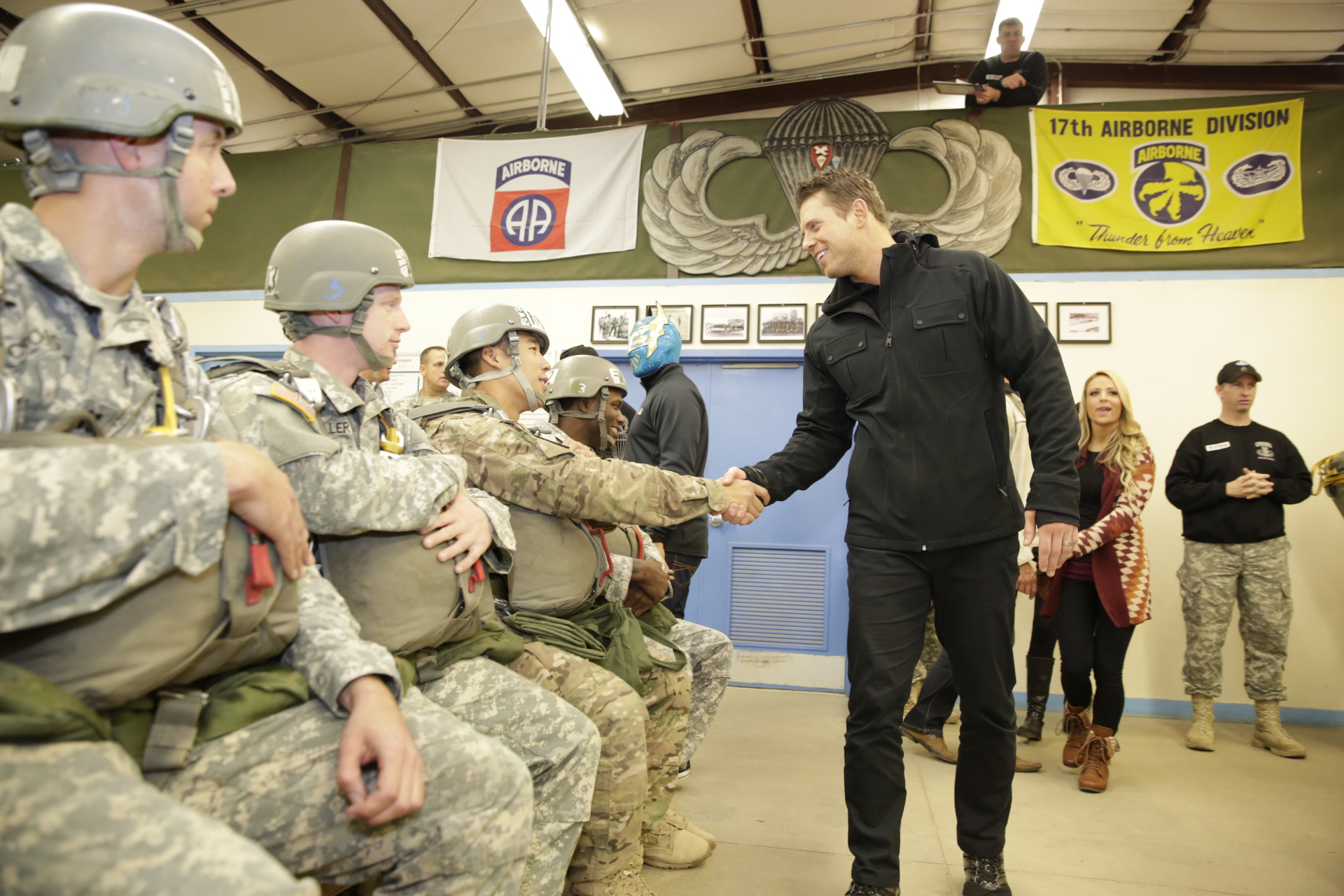
WWE Superstars zu Besuch in Georgia

2014 wurde die Show am 9. Dezember in Columbus, Georgia vor Angehörigen des Fort Benning aufgezeichnet. Am 17. Dezember erschien es auf dem USA Network und am 27. Dezember auf NBC. This Is How We Roll von Florida Georgia Line wurde als Musik verwendet. Hulk Hogan trat als Gastringrichter auf.
| Matchart                           |                                                  |             |                                              |
| ---------------------------------- | ------------------------------------------------ | ----------- | -------------------------------------------- |
| Tag-Team-Match                     | The Usos (Jimmy und Jey Uso)                     | bes.        | Gold and Stardust (Goldust und Cody Rhodes)  |
| Santa’s Helper Divas Battle Royale | Naomi                                            | eliminierte | Natalya als letzte                           |
| Singles-Match                      | Dean Ambrose                                     | bes.        | Bray Wyatt                                   |
| Eight-Man-Tag-Team-Match           | John Cena, Dolph Ziggler, Erick Rowan und Ryback | bes.        | Seth Rollins, Big Show, Kane und Luke Harper |

### 2015
Am 8. Dezember 2015 wurde das 2015er WWE Tribute to the Troops in Jacksonville (Florida) aufgezeichnet. Ausgestrahlt wurde es am 23. Dezember auf dem USA Network. Musikalische Gäste waren Howie Mandel, Train und JoJo, die die Nationalhymne vortrug. Michael Cole und John Lyfield waren die Moderatoren.
| Matchart                   | |             | |
| -------------------------- | --- | ----------- | --- |
| Singles-Match              | Jack Swagger | bes.        | Rusev |
| Singles Match              | Mark Henry | eliminierte | Bo Dallas |
| Singles-Match              | Ryback | bes.        | Kevin Owens (Countout) |
| Eight-Diva-Tag-Team-Match  | Team B.A.D. (Sasha Banks, Naomi und Tamina) und Paige                                                            | bes.        | Team Bella (Brie Bella und Alicia Fox), Charlotte und Becky Lynch (Submission)                                                                          |
| Sixteen-Man-Tag-Team-Match | Roman Reigns, Dean Ambrose, The Usos (Jimmy und Jey Uso), The Dudley Boyz (Bubba Ray und D-Von), Ryback und Kane | bes.        | The League of Nations (Sheamus, Alberto Del Rio, Rusev und King Barrett) und The Wyatt Family (Bray Wyatt, Luke Harper, Erick Rowan und Braun Strowman) |

### 2016

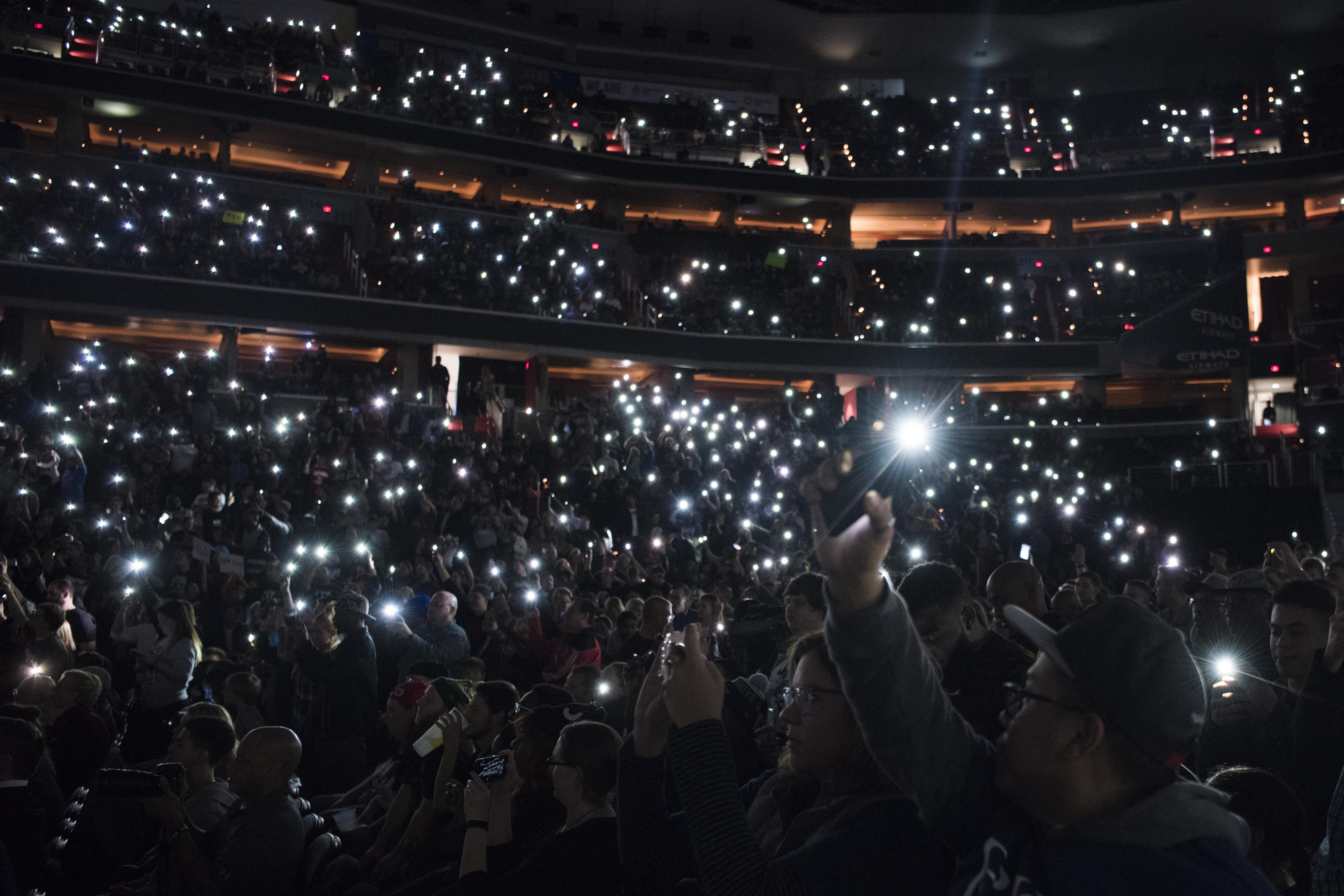
Publikum 2016

Die Veranstaltung wurde am 13. Dezember im Verizon Center in Washington, D.C. mitgeschnitten. Am darauf folgenden Tag folgte die Ausstrahlung auf USA Network. Es war die erste gemeinsame Veranstaltung von WWE Raw und WWE Smackdown nach der Brand Extension von 2016. Lillian Garcia sang die Nationalhymne. Die Moderation übernahmen Michael Cole, Byron Saxton und John Layfield. Als Gaststar trat Gabriel Iglesias auf.
| Matchart                                                                                           |                                                            |      | |
| -------------------------------------------------------------------------------------------------- | ---------------------------------------------------------- | ---- | --- |
| Fatal-4-Way-Tag-Team-Match um den Nummer-Eins-Herausforderer auf die WWE Raw Tag Team Championship | Cesaro und Sheamus                                         | bes. | The Shining Stars (Primo und Epico), Luke Gallows und Karl Anderson sowie The Golden Truth (Goldust und R-Truth) |
| Singles Match                                                                                      | Apollo Crews                                               | bes. | The Miz |
| Six-Man-Tag-Team-Match                                                                             | The Wyatt Family (Bray Wyatt, Luke Harper und Randy Orton) | bes. | American Alpha (Jason Jordan und Chad Gable) und Dolph Ziggler                                                   |
| Singles-Match                                                                                      | Bayley                                                     | bes. | Dana Brooke |
| Six-Man-Tag-Team-Match                                                                             | Rich Swann, TJ Perkins und Jack Gallagher                  | bes. | The Brian Kendrick, Tony Nese und Drew Gulak                                                                     |
| Tag-Team-Match                                                                                     | Roman Reigns und Big Cass                                  | bes. | Kevin Owens und Rusev                                                                                            |

### 2017
Die Ausgabe 2017 wurde am 5. Dezember 2017 in der Naval Station in San Diego, Kalifornien aufgenommen. Ausgestrahlt wurde diese am 14. Dezember 2017 auf dem USA Network.
| Matchart                 |                                                                     |      |                                                                   |
| ------------------------ | ------------------------------------------------------------------- | ---- | ----------------------------------------------------------------- |
| Six-Man-Tag-Team Match   | The Shield (Dean Ambrose, Roman Reigns und Seth Rollins)            | bes. | Samoa Joe, Cesaro und Sheamus                                     |
| Triple Threat Match      | Charlotte Flair                                                     | bes. | Carmella und Ruby Riott                                           |
| Eight-Man-Tag-Team-Match | The New Day (Big E & Xavier Woods) & The Usos (Jey Uso & Jimmy Uso) | bes. | Chad Gable & Shelton Benjamin & Rusev Day (Aiden English & Rusev) |
| Six-Women-Tag-Team-Match | Absolution (Paige, Mandy Rose & Sonya Deville)                      | bes. | Bayley, Mickie James & Sasha Banks                                |
| Six-Man-Tag-Team-Match   | AJ Styles, Randy Orton & Shinsuke Nakamura                          | bes. | Jinder Mahal, Kevin Owens & Sami Zayn                             |

### 2018
Die Ausgabe 2018 wurde am 4. Dezember 2018 im Fort Hood in Killeen, Texas aufgenommen. Ausgestrahlt wurde diese am 20. Dezember 2018 auf dem USA Network.
| Matchart                     |                               |      |                                                                 |
| ---------------------------- | ----------------------------- | ---- | --------------------------------------------------------------- |
| Triple-Threat-Tag-Team Match | Natalya & Ronda Rousey        | bes. | The Riott Squad (Liv Morgan & Sarah Logan) und Nia Jax & Tamina |
| Tag Team Match               | Finn Bálor & Elias            | bes. | Bobby Lashley & Drew McIntyre                                   |
| Tag Team Match               | Becky Lynch & Charlotte Flair | bes. | Mandy Rose & Sonya Deville                                      |
| Tag Team Match               | AJ Styles & Seth Rollins      | bes. | Daniel Bryan & Dean Ambrose                                     |

### 2019
Die Ausgabe 2019 wurde am 6. Dezember 2019 in der Marine Corps Air Station New River in Jacksonville (North Carolina) im Rahmen einer Houseshow ausgetragen.
| Matchart               |                                                    |      |                                               |
| ---------------------- | -------------------------------------------------- | ---- | --------------------------------------------- |
| Tag Team Match         | Humberto Carrillo & Kevin Owens                    | bes. | Andrade & Drew McIntyre                       |
| Six-Man-Tag-Team-Match | The O.C. (AJ Styles, Luke Gallows & Karl Anderson) | bes. | Ricochet und The Viking Raiders (Erik & Ivar) |
| Tag Team Match         | The Kabuki Warriors (Asuka & Kairi Sane)           | bes. | Natalya & Sarah Logan                         |
| Tag Team Match         | Street Profits (Angelo Dawkins & Montez Ford)      | bes. | Curt Hawkins & Zack Ryder                     |
| Boot Camp Match        | Seth Rollins                                       | bes. | Erick Rowan                                   |

### 2020
Die Ausgabe 2020 wurde am 6. Dezember 2020 im Amway Center in Orlando aufgezeichnet und taggleich auf FOX ausgestrahlt. Die Show wurde aufgrund der Corona-Pandemie nur vor virtuellem Publikum ausgetragen.
| Matchart               |                                                                                                |      |                                                               |
| ---------------------- | ---------------------------------------------------------------------------------------------- | ---- | ------------------------------------------------------------- |
| Singles-Match          | Drew McIntyre                                                                                  | bes. | The Miz                                                       |
| Tag-Team-Match         | Sasha Banks und Bianca Belair                                                                  | bes. | Bayley und Natalya                                            |
| Ten-Men-Tag-Team-Match | Daniel Bryan, Jeff Hardy, Rey Mysterio und The Street Profits (Angelo Dawkins und Montez Ford) | bes. | Elias, King Corbin, Sami Zayn, Dolph Ziggler und Robert Roode |

### 2021
Die Ausgabe 2021 wurde am 14. November 2021 in der Toyota Arena in Ontario aufgezeichnet und taggleich ausgestrahlt.
| Matchart      |               |      |                   |
| ------------- | ------------- | ---- | ----------------- |
| Singles-Match | Big E         | bes. | Dolph Ziggler     |
| Singles-Match | Bianca Belair | bes. | Liv Morgan        |
| Singles-Match | Roman Reigns  | bes. | Shinsuke Nakamura |

### 2022
Die Ausgabe 2022 wurde am 11. November 2022 im Gainbridge Fieldhouse in Indianapolis aufgezeichnet und am 17. Dezember 2022 ausgestrahlt.
| Matchart               |                                     |      |                                                    |
| ---------------------- | ----------------------------------- | ---- | -------------------------------------------------- |
| Six-Man-Tag-Team-Match | Drew McIntyre, Ricochet und Sheamus | bes. | Imperium Gunther, Ludwig Kaiser und Giovanni Vinci |
| Tag-Team-Match         | Ronda Rousey und Shayna Baszler     | bes. | Emma und Tamina                                    |
| Singles-Match          | Braun Strowman                      | bes. | LA Knight                                          |